# Жильбер, Эдуард-Жан
Эдуард-Жан Жильбер (фр. Edouard-Jean Gilbert или фр. Edouard-Jean Edward Gilbert, 1888 — 1954) — французский ботаник и миколог.

## Биография
Эдуард-Жан Жильбер родился в 1888 году.
В 1916 году Жильбер получил диплом в области фармации в Высшей школе фармации Парижа, а в 1919 году он получил степень доктора, защитив диссертацию по грибам рода Amanita. В 1917 году Жильбер стал членом Société Mycologique de France, в котором он был президентом с 1937 по 1940 год.
Эдуард-Жан Жильбер умер в 1954 году.

## Научная деятельность
Эдуард-Жан Жильбер специализировался на микологии.

## Научные работы
- I libri del micologo (Parigi, 1927—1934) ( 4voll.). Nel secondo volume («Les Bolets»), istituì l’ordine Boletales separandolo dall’ordine Agaricales e suddividendolo in due sottordini: Boletineae (con spore lisce) e Strobilomicetineae (con spore ornamentate).
- Amanitaceae (Milano, 1941). Opera in cui descrive tutte le specie del genere Amanita conosciute dando un significativo contributo alla Iconographia Mycologica di Bresadola.